# 泉水らん
泉水 らん（いずみ らん、1991年11月30日 - ）は、日本のYouTuber。元ニューハーフAV女優。YEEELL所属。YouTuber専念後はくるみ名義でも活動を行う。
福島県出身。ニューハーフクイーンコンテスト2018年3月度1位。

## 経歴
- 2017年9月、AVデビュー[3]。ティーパワーズ所属であった[4]。
- 2018年3月、ニューハーフ・女装子・男の娘から美女No.1を決める「ニューハーフクイーンコンテスト」の3月度1位[2][5]。「ちゅるちゃんねる」としてYouTuberデビュー[6]。
- 2018年9月、タイ王国で性別適合手術を受けたことをYouTube動画で公表[7]。
- 2018年12月、Twitterを閉鎖。専属契約のダスッ!より引退作を発売。
- 以降、女性YouTuberとして活動。なお、AV女優引退し退所後、事務所には所属していなかったが2020年1月20日よりYEEELL所属。

## 人物
幼稚園の頃から性別に違和感を覚え、化粧は中学生から、女性ホルモン注射は20歳から始める。
男性同士の性行為について検索した際にゲイという存在を知り、最初は自らをゲイだと思いゲイバーで働く。しかしゲイバーの先輩からニューハーフについて詳しく知り、ゲイではなくトランスジェンダーであると認識するようになる。歌舞伎町や銀座のニューハーフパブでホステスとして働き、歌舞伎町時代にはNo.1だった。その後はAV活動と並行して都内のニューハーフヘルスに勤務し2018年7月末をもって風俗店を卒業。2018年3月からYouTuberとして活動を始める以前はツイキャスで配信活動をしていた。
性別適合手術を済ませたらAV女優を引退すると宣言しており、既にAVデビュー以前から性別適合手術を受ける決意をしている。
AV出演はお金が欲しくて老後への貯蓄の為であった。男性性の象徴である男性器の勃起を強調する演出は「正直イヤ」と語っているが、ニューハーフとしてAVデビューさせてもらった以上有名になるために仕事として割り切っているという。目標は老人ホームに入居する事。2018年12月より、歌舞伎町にてニューハーフホステスの仕事に復帰している。
綺麗でない居酒屋が好きでお酒はハイボールか緑茶ハイが好き、楽しい飲み方は年上男性と飲む事。好きなタイプは顔が好みで身長が185cmくらいの人。
化粧は好きな女優やモデルを真似ていてアイドル顔が好き。

## 作品

### アダルトビデオ
2017年
- 天然美少女ニューハーフ Debut（9月19日、ダスッ!）
- 天然竿付きご奉仕メイド（11月7日、ダスッ!）
- 天然美少女ニューハーフ、お連れします。（12月13日、ダスッ!）

2018年
- 密着。ニューハーフクィーン（1月7日、ダスッ!）
- 美少女ニューハーフとイチャラブ新婚性活（2月13日、ダスッ!）
- おちんちん、ポロリ。（3月7日、ダスッ!）
- 彼の目の前でしゃぶられて（4月7日、ダスッ!）
- 騙して盗撮検証ドキュメント。泉水らんが恋に落ちるまでの条件。（4月24日、ダスッ!）
- リピーター続出!?可愛い顔してえげつないエロテクに絶頂必至。痴女ニューハーフ（5月25日、ダスッ!）
- お願いされたら断れない。放課後ニューハーフ（6月25日、ダスッ!）
- 国民的美少女NHファン感謝祭（7月25日、ダスッ!）
- 本番行為NG!?行列の出来るちんシャブ専門店（8月25日、ダスッ!）
- 勃起を咥えさせ仕事に励む。おち〇ぽレディ（9月25日、ダスッ!）
- ニューハーフ＆男の娘。魅惑の勃起フェスティバル8時間（10月19日、ROOKIE）
- おちんちんを見せつけ、全力で誘惑してくる妻の息子（10月25日、ダスッ!）
- 隣人に犯され続け調教が終わった時、彼女は…（11月25日、ダスッ!）
- 天然美少女ニューハーフ 完全引退（12月25日、ダスッ!）
- ダスッ！2018年総決算BEST（12月25日、ダスッ!）

### VRソフト
2018年
- 泉水らんの超高級ソープランド（2月19日、ダスッ!）
- 泉水らんとラブラブSEX らんちゃんと見つめあってキスして密着イチャイチャ性交。（2月25日、ダスッ!）

## 出演

### ネット
- バラエティ開拓バラエティ 日村がゆく #12 〜オネエキャラの新しい夜明けを見つけるの巻〜その2（2017年7月12日、AbemaTV）[15]
- AV女優の初恋ピュア物語～後編～ (2018年1月20日、AbemaTV)

### イベント
- Japan Adult Expo 2017（2017年11月16・17日、ディファ有明） - イベルトブースに出演[3]。